# Maicol Santurio
Maicol Santurio, vollständiger Name Maicol Sebastián Santurio Olivera, (* 21. März 1993 in Cebollatí) ist ein uruguayischer Fußballspieler.

## Karriere
Der 1,82 Meter große Mittelfeld- bzw. Defensivakteur Santurio wechselte zur Apertura 2014 von der in der Tercera División spielenden Reserve- bzw. Nachwuchsmannschaft des Danubio FC zum Erstligaaufsteiger Club Atlético Atenas. Beim Verein aus San Carlos debütierte er am 7. September 2014 in der Partie gegen die Montevideo Wanderers in der Primera División, als er in der 89. Spielminute für Douglas Starnley Ferreira eingewechselt wurde. In der Saison 2014/15 wurde er zweimal (kein Tor) in der höchsten uruguayischen Spielklasse eingesetzt. Weitere Einsätze oder Kaderzugehörigkeiten sind seither (Stand: 7. August 2016) nicht zu verzeichnen.